# Крутоберегое
Крутоберегое — упразднённая деревня в Бердюжском районе Тюменской области России. Входила в состав Окуневского сельского поселения. В 2013 году исключена из учётных данных, в связи с прекращением существования.

## География
Деревня находится в юго-восточной части Тюменской области, в лесостепной зоне, на юго-восточном берегу озёр Крутоберегово, на расстоянии примерно 11 километров (по прямой) к северо-востоку от села Окунево.
Климат
Климат характеризуется как резко континентальный, с длительной морозной зимой и коротким тёплым летом. Средняя многолетняя температура самого холодного месяца (января) составляет −18,3 °C (абсолютный минимум — −47,1 °С), температура самого тёплого (июля) — 18 °C (абсолютный максимум — 38,9 °С). Безморозный период длится в течение 115—125 дней. Среднегодовое количество осадков — 305—315 мм. Снежный покров держится в среднем 160 дней.

## История
Образована в начале 1930-х годов как производственная ферма совхоза «Бердюжский».

## Население
| 1989 | 2002 | 2010 |
| ---- | ---- | ---- |
| 94   | ↘51  | ↘0   |

Согласно результатам переписи 2002 года, в национальной структуре населения русские составляли 63 %, казахи — 37 %.